# KLFAスタジアム
KLFAスタジアム(クアラルンプールサッカー協会スタジアム、英: Kuala Lumpur Football Association Stadium)は、マレーシアのクアラルンプールにある多目的スタジアムである。

## 概要
収容人数は18,000人。主にサッカーの試合に用いられ、マレーシアサッカーリーグに所属するクアラルンプールFAとFELDAユナイテッドがホームスタジアムとして使用している。

## 交通アクセス
ラピドKLアンパン線チェラス駅またはマレー鉄道のサラッ・スラタン駅よりタクシーで約5分。